# Monte Shibutsu
El monte Shibutsu (en japonés: 至仏山, Shifutsu/Shibutsu-san) es una montaña del noreste de Japón, parte de las montañas  Echigo, en la prefectura de Gunma. Tiene 2228,1 m de altitud y está localizada entre el pueblo de Minakami y la villa de Katashina. Es una de las 100 famosas montañas de Japón y atesora varias plantas alpinas. Es parte del parque nacional de Oze y del parque ecológico de la UNESCO de Minakami.[cita requerida]

## Alpinismo
Se puede escalar el monte de abril a noviembre y llegar a su tope toma alrededor de 3 horas. Al este parte del parque nacional de Oze el acceso al área está prohibido por la Fundación de Reserva de Oze para proteger la vegetación durante las estaciones nevadas restantes. Normalmente, los periodos sin acceso son de mayo a junio.

## Flora
El monte es hogar de varias especies raras de plantas que crecen en los suelos serpentinos, como la Arenaria katoana, la Leontopodium faurieri y la Japonolirion osense.